# Methanocaldococcaceae
Methanocaldococcaceae (лат.) —- это семейство микробов в отряде Метанококкалей.[Он содержит два рода, типовой род Methanocaldococcus иMethanotorris. Эти виды являются кокковидной формой, от нейтрофильной до слегка ацидофильной и преимущественно подвижной, и они имеют очень короткий период генерации, от 25 до 45 минут при оптимальных условиях. Они производят энергию исключительно за счет сокращения выбросов углекислого газа с водородом. Некоторые виды были обнаружены в морских гидротермальных жерлах.

## Классификация
На июнь 2017 года в семейство включают 2 рода:
- Methanocaldococcus Whitman 2002 (7 видов)
- Methanotorris Whitman 2002 (2 вида)